# 永遠の愛を誓って
『永遠の愛を誓って』（えいえんのあいをちかって）は、1991年（平成3年）にjicc（現・宝島社）から出版された単行本。
兵庫県立姫路西高等学校在学中に白血病と闘った安積成美が恋人の藤保秀樹と2年半に渡ってやりとりした約500通の手紙と母親の日記がまとめられている。
2004年（平成16年）には社会現象を起こした「世界の中心で、愛をさけぶ」のノンフィクション版として再び注目を浴びた。

## 概要
安積は姫路市亀山の出身で美容師の兄がいる。姫路市立白鷺中学校時代はテニス部に所属。
1984年（昭和59年）に姫路西高校を受験するも不合格。1年間、市内のYMCA姫路予備校で浪人生活を送りそこで生涯の恩師となる近重厚治と出逢い、努力の結果1985年（昭和60年）に見事姫路西高校に合格する。
高校1年時の体育祭をきっかけに、当時生徒会役員だった藤保と交際するようになる（告白したのは藤保）。安積は交際初期に、藤保よりも1学年後輩であるが、実は中学浪人を経験し一年遅れて高校入学を果たしたこと、藤保と同じ歳であることなどを涙ながらに告白した。どこか引け目を感じていた安積の告白にも彼は動じることなく快く受け入れた。1986年（昭和61年）、安積は2年生、藤保は3年生へ進級し藤保は生徒会長になり、交際も学業も順調に進んで充実した日々を送っていた。ただ、時々安積が貧血の症状を訴えて体調を崩すことがあり懸念されたため、検査を受けることになる。その年の10月に安積は白血病と診断され国立姫路病院にて長期入院を余儀なくされる。その間藤保は大阪大学に現役合格した。
1987年（昭和62年）4月、退院を許可された安積は出席日数不足で再び2年生、藤保は阪大の1回生となり離れ離れになったが、2人の絆は以前にも増して強くなり、藤保は頻繁に姫路まで帰っていた。高校に復帰した安積は全国模試で学年5位の成績をおさめ、近重から「阪大どころか東京大学へも行けるぞ」と絶賛された。
富山県立山への修学旅行へも参加でき青春を謳歌していたのだが3年生への進級が決まった1988年（昭和63年）4月、国立姫路病院へ再入院。安積は悔し涙を流していた。今度の入院では病室にポータブルトイレが用意されたり、髪の毛が抜けたりしてドン底の状態だったが藤保は頻繁に見舞いへ来て彼女を励ましていた。また、高校の友人はもちろんのこと近重や看護師である藤保の母親、白鷺中学校時代の友人だった嶋尾康史も見舞いに訪れ励ましていた。しかし、病状は悪化する一方だった。同年のクリスマスイブの、結びに「永遠の愛を誓って」と記された手紙が安積が藤保へ送った最後の手紙となる。その年の年末に最後の一時帰宅が許され、自身の友人や藤保と初日の出を見ようとするが悪天候のため断念。元号が平成になってからは眼底充血のために目も見えなくなり、藤保からの手紙も見ることが出来なくなった。
1989年（平成元年）3月、安積は20歳の誕生日に藤保から永遠の愛を誓う指輪を贈られる。それを励みに闘病生活に耐えていたが、病状は改善することは無く、同年3月19日、安積は帰らぬ人となってしまった。

## 書籍
- 永遠の愛を誓って―二十歳で逝った成美さんの記録（1991年9月）-　単行本

JICC出版局　ISBN 479660197X
- 永遠の愛を誓って―二十歳で逝った成美さんの記録（1998年10月）-　文庫本

宝島社文庫　ISBN 4796614206
- 永遠の愛を誓って―PURE LOVE&PURE SOUL（2001年5月）-　漫画作品

講談社デザートコミックス　ISBN 978-4063411270
作画・有羽なぎさ
- 〈新装版〉永遠の愛を誓って（2004年5月27日）-　文庫本

宝島社文庫　ISBN 4796641165